# Tustin (Michigan)
Pour les articles homonymes, voir Tustin.
Tustin est un village du comté d'Osceola, dans l'État du Michigan, aux États-Unis. En 2020, il comptait une population de 270 habitants.